# Gartengerät
Ein Gartengerät ist ein Werkzeug, das bei der Arbeit in Gärten und Parkanlagen verwendet wird. Die Geräte lassen sich in Geräte zur Bodenbearbeitung, zum Säen und Pflanzen, zum Mähen des Rasens bzw. der Wiese, zum Schneiden, zum Obstbrechen oder zum Gießen und Spritzen unterscheiden. Hierbei ist wiederum zwischen Geräten mit und ohne Motor zu differenzieren. Bei Gartengeräten mit Motorisierung spricht man von Gartentechnik.

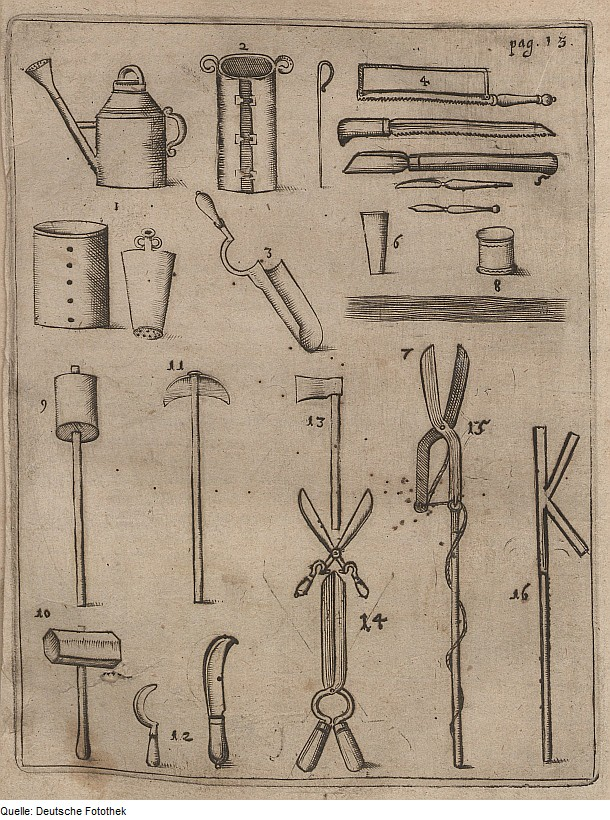
Gartengeräte um 1680

## Arten von Gartengeräten
Zur Grundausrüstung gehören gemeinhin Spaten, Schaufel, Grabegabel, Hacke, (Fächer-)Rechen, Schubkarre, Gartenschere, Gießkanne und Kleinwerkzeuge wie zum Beispiel Pflanzkelle oder Pflanzholz. Häufig werden auch Geräte zur Bodenlockerung wie Dreizinkgrubber, Sauzahn oder dreizackige Harke (auch Dreizack) eingesetzt. Traditionell sind bei Gartengeräten in der Regel der Stiel aus Holz oder Aluminium und das eigentliche Gerät fest miteinander verbunden. Von verschiedenen Herstellern werden mittlerweile auch Geräte mit Wechselstiel angeboten, bei denen das Gerät durch eine Steckverbindung ausgewechselt werden kann und somit nur ein Stiel erforderlich ist. Als Vorteil gelten geringerer Platzbedarf und bessere Übersichtlichkeit bei der Aufbewahrung. Nachteilig ist aber, dass die Geräte und Stiele unterschiedlicher Hersteller meist nicht kompatibel sind und beim Wechsel von einem zum anderen Gerät jedes Mal umgesteckt werden muss.
Je nach Bedarf, also Art des Gartens, werden ferner Rasenmäher und Grasschere, Gartenbesen, Baumschere (auch: Astschere), Astsäge, Axt und Leiter und zum Bewässern Wasserschlauch, Rasensprenger und Gießhilfen sowie Stützpflöcke und Bindematerial benötigt.
Falls Schnitthecken oder Buchs vorhanden sind, ist eine Heckenschere notwendig; bei Rosen ist die spezielle Rosenschere sinnvoll. Eine Gartenhippe (Klappmesser) ist praktisch, z. B. zum Anheben der Rinde beim Pfropfen und zum Schneiden von Stecklingen. Ein Garten-Kompostiergerät (Komposter) kann die Kompostierung von Garten- und Küchenabfällen zu wertvoller (Humus-)Erde erleichtern und beschleunigen.
Häufig verwendete zusätzliche Gartenmaschinen sind Vertikutierer zum Entfernen von Moos und Grasmulch aus dem Rasen und Häcksler (auch: Schredder) zur Zerkleinerung von holzigen Gartenabfällen zum leichteren Kompostieren oder zwecks Nutzung als Mulchmaterial, gelegentlich auch Laubsauger und Wasserstrahl-Hochdruckreiniger.
Werkzeuge zur Belüftung (zum Aerifizieren) des Rasens, wie zum Beispiel Stachelwalzen oder Rasenbürsten, kommen eher selten zum Einsatz. Ebenso Rasenkantenstecher, Unkrautstecher, Unkrauthobel und Obstpflücker.
Für die Unterbringung von Gartengeräten gibt es passende hohe und schmale Schränke, ähnlich einem geschlossenen Regal; auch kann man Leisten verwenden, an denen die Geräte einfach aufgehängt werden. Gute Unterbringung, das Nichtstehenlassen im Regen und Pflege der Geräte kann deren Lebensdauer erheblich erhöhen. Durch kulturelle Unterschiede variiert die Unterbringung von Gartengeräten in verschiedenen Teilen der Welt zwischen Gartenhäusern, Geräteschuppen, Garagen oder anderen Unterbringungsorten. Da viele Gartengeräte aus rostendem Stahl gefertigt sind, sollten sie nach Gebrauch gereinigt und vor längerem Nichteinsatz zum Rostschutz eingeölt werden.

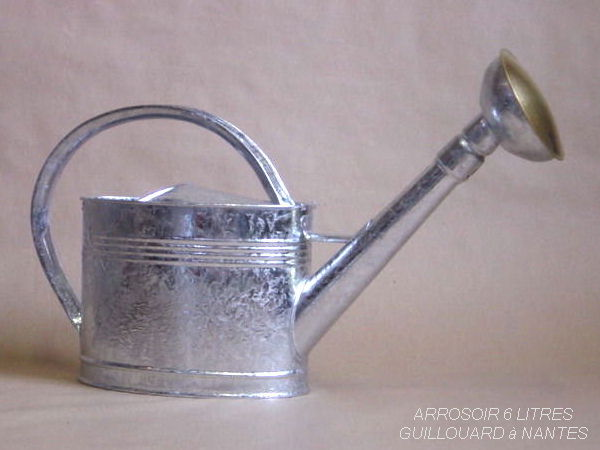
Gießkanne
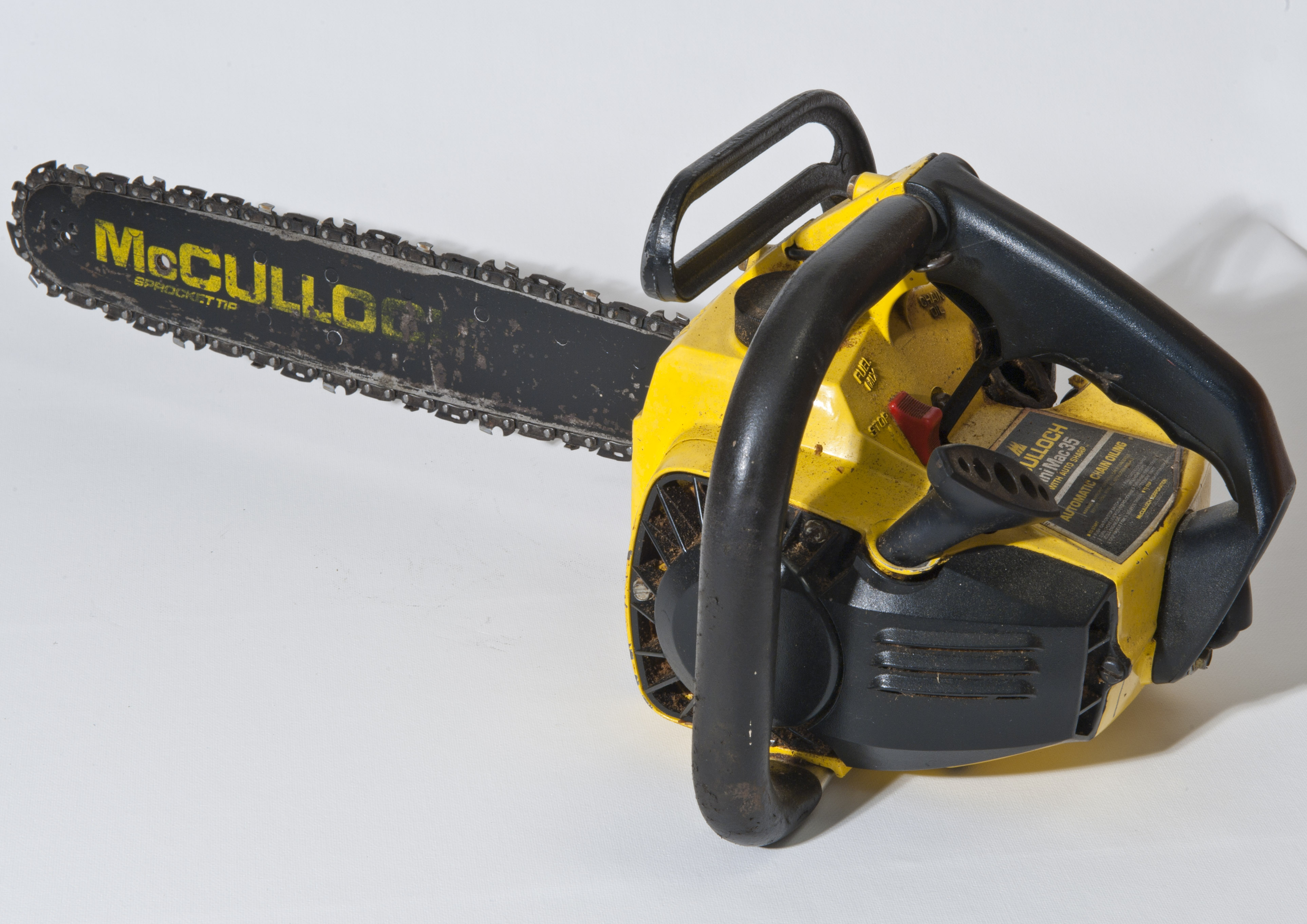
Motorsäge
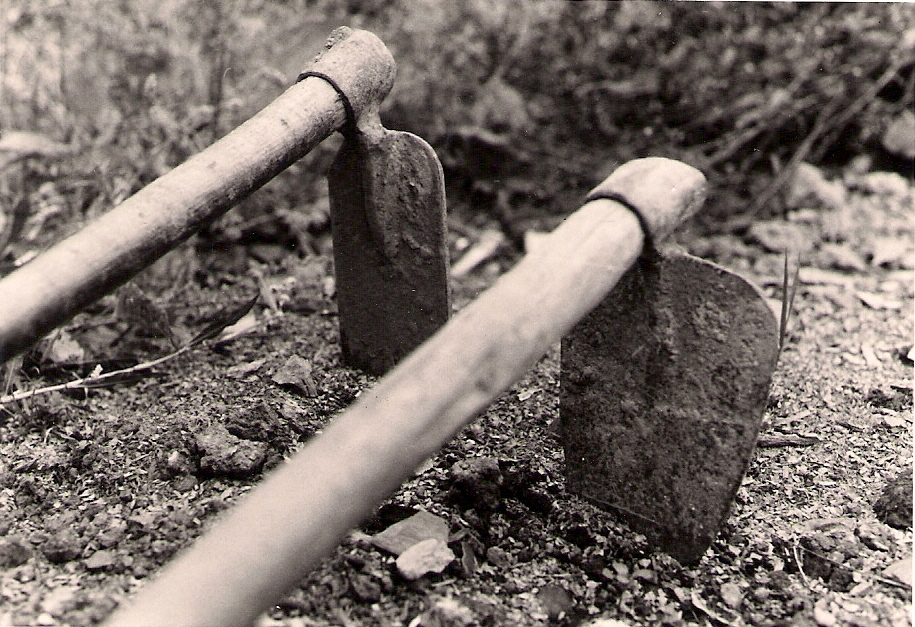
Hacke
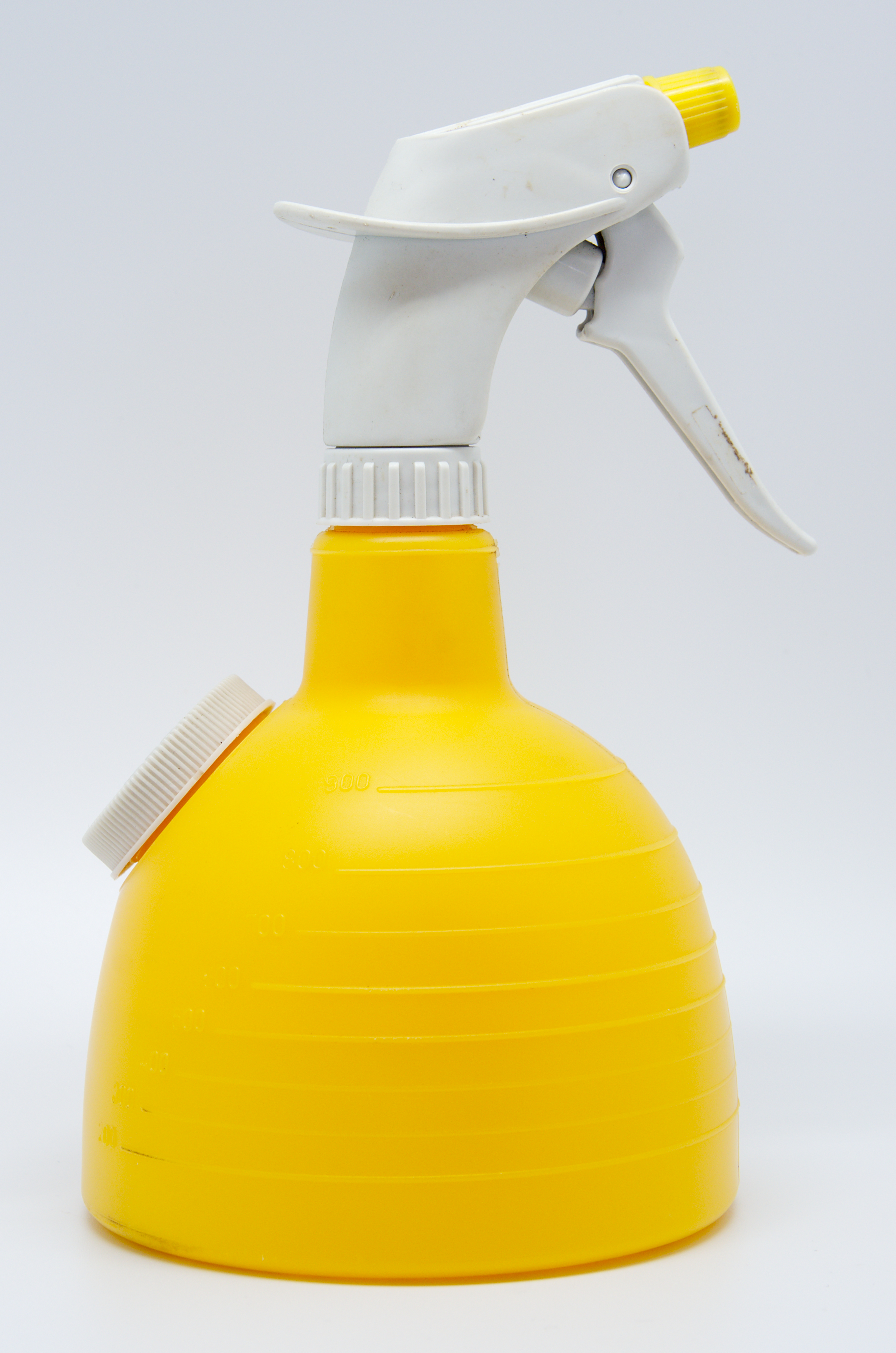
Sprühflasche
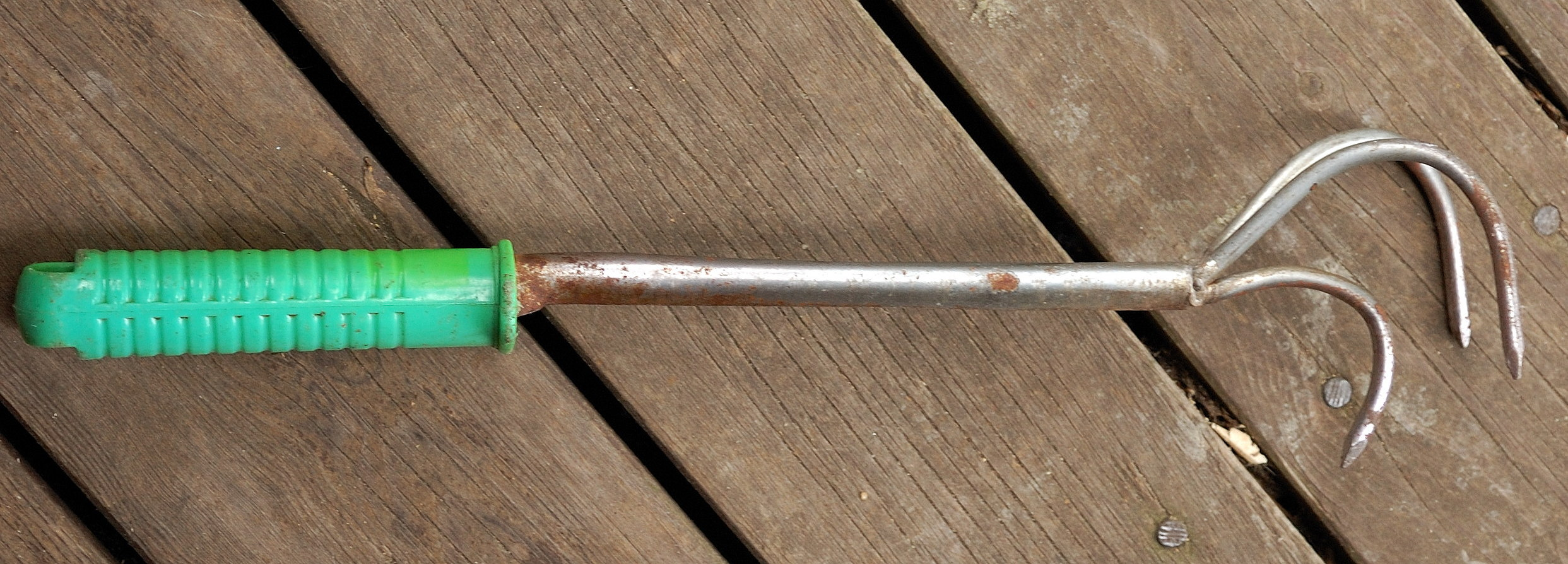
Handgrubber
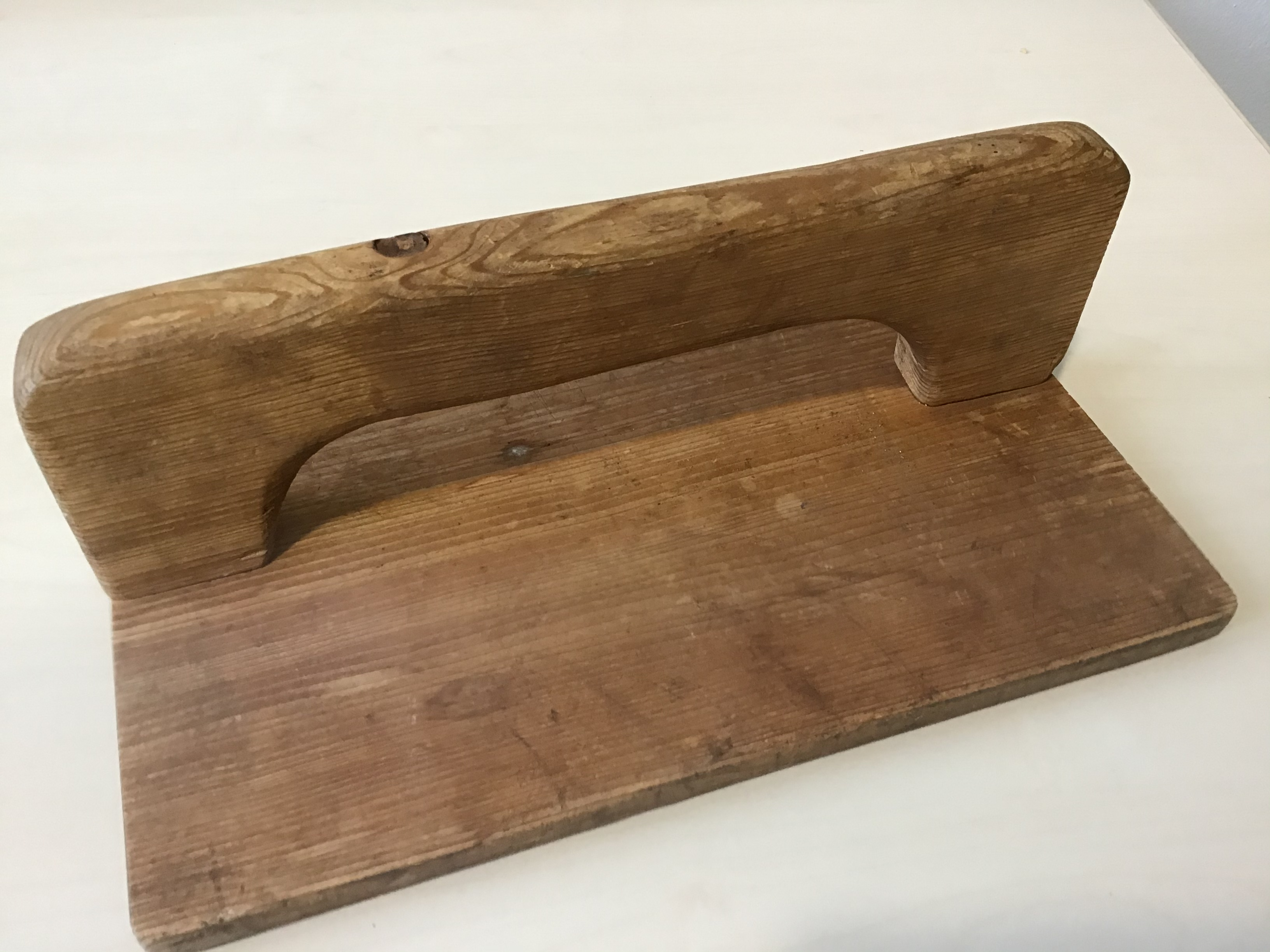
Andrückbrett
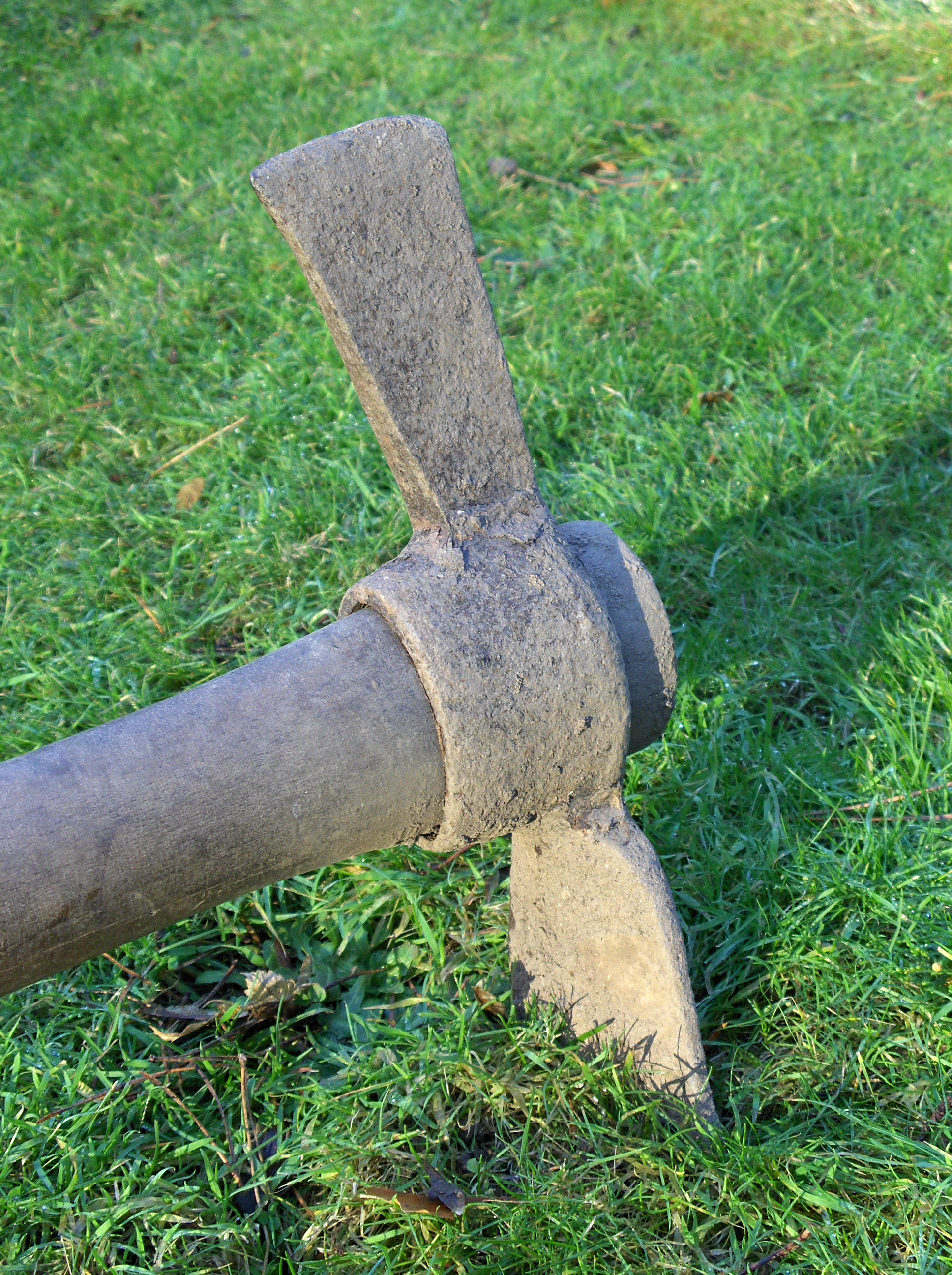
Spitzhacke

## Arbeitsschutz
Zur Unfallverhütung kann es bei verschiedenen Gartengeräten angebracht sein, Schutzausrüstungen wie Arbeitshandschuhe, Schnittschutzhosen, Arbeitsschuhe, Schutzbrillen oder ähnliches zu verwenden.

## Geschichte
Die Geschichte der Gartengeräte wird unter anderem in Volkskundemuseen dokumentiert. Daneben gibt es auch spezielle Interessenvereinigungen, wie den britischen Old Lawnmower Club.

## Weitere Gartengeräte
- Buchsschere
- Dibbelbrett
- Friedhofsgerät
- Furchenzieher (Reihenzieher)
- Gartenkralle
- Gartenhand
- Gartenwalze
- Grabegabel
- Häufler
- Kombihacke
- Rasenschere
- Ringelzange
- Rosengabel
- Sense
- Sichel
- Stielgrubber oder Stieger
- Zwiebeljäter

## Gartentechnik
- Aufsitzmäher bzw. Rasentraktor
- Einachsschlepper
- Erdbohrer
- Gartenpumpen
- Holzspalter
- Kantenschneider
- Kehrmaschine
- Motorhacke
- Motorsäge
- Motorsense („Freischneider“)
- Mulchmäher
- Rasentrimmer bzw. Trimmer
- Spritzgeräte/Sprühgeräte